# Kalininkai (Šilutė)
Kalininkai (deutsch Kallningken) ist ein Ort im litauischen Bezirk Klaipėda (Memel) und gehört zum Amtsbezirk Šilutė (Heydekrug) in der Rajongemeinde Šilutė.

## Geographische Lage
Kalininkai liegt an einer Nebenstraße, die die Stadt Šilutė (Heydekrug, 7 km) über Grabupiai (Groß Grabuppen, 3 km) mit Gardamas (11 km) verbindet. Die nächste Bahnstation ist Šilutė an der bis auf Weiteres allerdings außer Betrieb gesetzten Bahnstrecke Sowetsk–Klaipėda (Tilsit–Memel).

## Geschichte
Das kleine einst Chatoul Stassel, bis 1905 mit dem Zusatz „Ksp. Werden“ und dann nur noch Kallningken genannte Dorf bestand vor 1945 aus verstreuten kleinen Höfen. Der Ort gehörte zum Kreis Heydekrug im Regierungsbezirk Gumbinnen der preußischen Provinz Ostpreußen. Im Jahre 1910 waren hier 170 Einwohner registriert. Zwischen 1923 und 1939 im von Litauen besetzten Memelland gelegen, wurde Kallningken am 21. März 1939 in den Amtsbezirk Trakseden (heute litauisch: Traksėdžiai) eingegliedert, der bis 1945 bestand und wieder dem Kreis Heydekrug zugehörig war. Nur wenige Wochen später, nämlich am 1. Mai 1939, verlor Kallningken seine Eigenständigkeit und wurde mit Groß Grabuppen (heute litauisch: Grabupiai) zur neuen Landgemeinde Heidewald zusammengeschlossen. Heute liegt der nun „Kalininkai“ genannte Ort im litauischen Bezirk Klaipėda und gehört zum Amtsbezirk Šilutė in der gleichnamigen Rajongemeinde.

## Kirche
Die überwiegend evangelische Bevölkerung Kallningkens war bis 1945 in das Kirchspiel der Kirche Werden (der Ort heißt litauisch: Verdainė) eingepfarrt. Sie gehörte zum Kirchenkreis Heydekrug und unterstand 1923 bis 1939 der Sonderadministration des Memelgebietes der Kirchenprovinz Ostpreußen der Kirche der Altpreußischen Union. Heute liegt Kalininkai im Einzugsbereich der Evangelisch-lutherischen Kirche Šilutė in der Evangelisch-Lutherischen Kirche in Litauen.

## Persönlichkeit des Ortes
- Rudolf Andreas Zippel (* 30. November 1813 in Kallningken), deutscher Übersetzer und Lexikograph († 1894)